# Benedicta von Origny

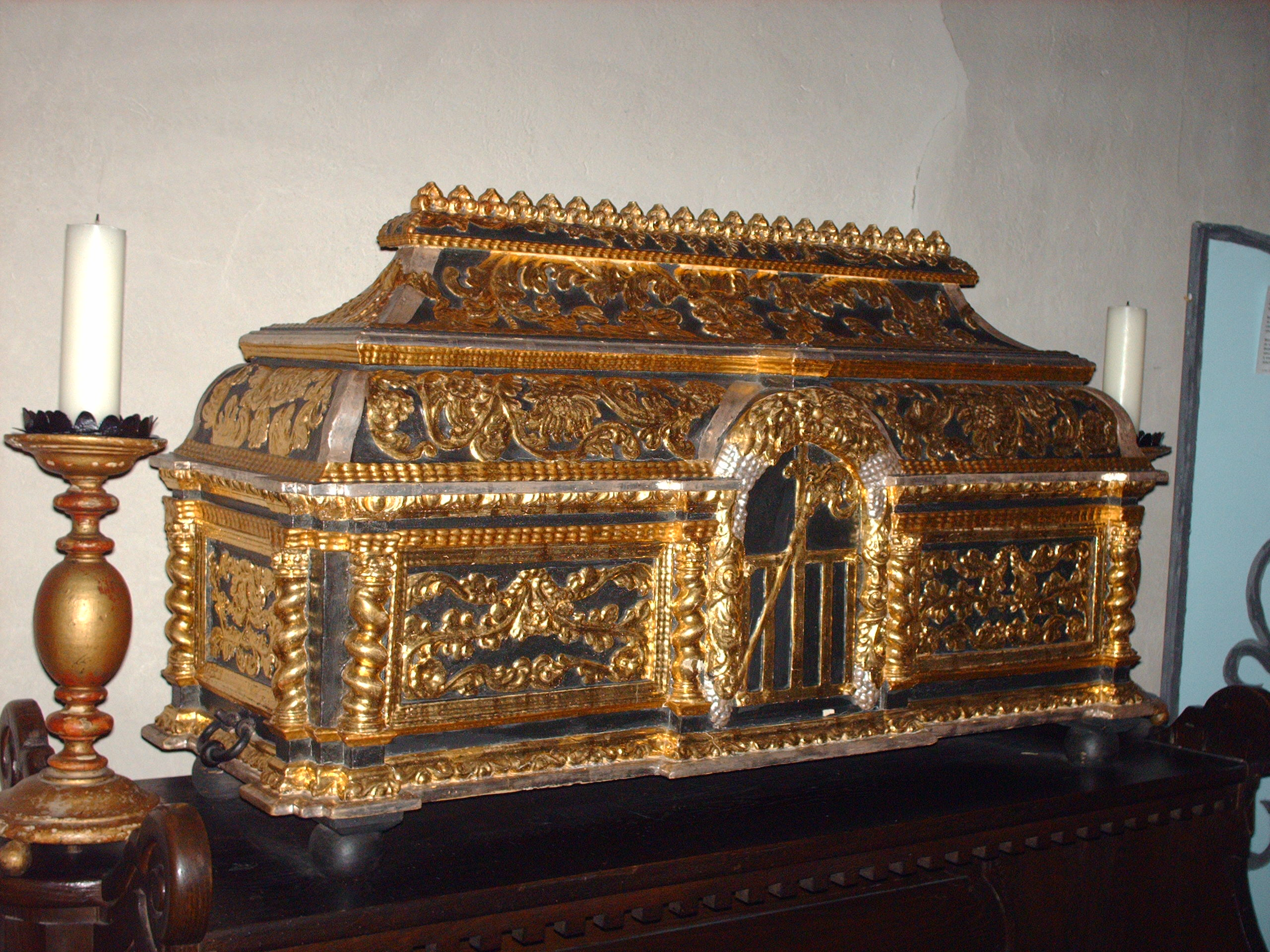
Benedictaschrein im Stift Wedinghausen aus dem 17. Jahrhundert

Benedicta von Origny († 8. Oktober 362) war eine frühchristliche Märtyrin, Jungfrau und Heilige der katholischen Kirche. Dargestellt wird sie häufig mit einer Kirchenglocke und einem Beil.

## Überlieferung
Erste schriftliche Erwähnung fand Benedicta im Eintrag vom 8. Oktober im zwischen 863 und 896 entstandenen Martyrologium des Usuardus. Wichtigstes Quelle ist die von der Abtei der Benediktinerinnen von Sainte-Benoite 1312 in Auftrag gegebene Pergamenthandschrift „Vie de Sainte Benoite.“ Diese befindet sich heute im Berliner Kupferstichkabinett und wird auch als „Berliner Codex“ bezeichnet. Geschaffen wurde das Werk von einem namentlich nicht genannten „Meister des Lebens der Heiligen Benoîte von Origny“. Die Handschrift umfasst etwa 700 Seiten und enthält neben einem 54-seitigen Bilderzyklus, ein Kalendarium, die Benedictalegende in verschiedenen Varianten, Ausführungen zur Liturgie, zu Festen und zur Geschichte des Klosters. Die Handschrift gilt als eine der bedeutendsten Werke europäischer Frauenklöster. 

## Leben und Überlieferung
Wenn Bendicta eine historische Persönlichkeit war, hat diese um 300 n. Chr. in Rom gelebt und ist bei den Christenverfolgungen unter Diokletian das Martyrium erlitten. 
Der Überlieferung zufolge stammte Benedicta aus einer römischen Senatorenfamilie. Benedicta ging im 4. Jahrhundert zusammen mit 12 geweihten Jungfrauen nach Gallien, wo sie taufte und predigte. Später kam sie mit einer Begleiterin nach Laon, vertrieb einen Dämon und nahm einer heidnischen Kultstätte ihre Kraft. Von dem römischen Statthalter Matroculus in Origny wurde sie nach verhaftet. Daraufhin wurde sie von Engeln befreit und von ihren Wunden geheilt. Die Gefangennahmen, Folterungen und Rettungen wiederholten sich mehrfach, ehe der Statthalter sie am 8. Oktober 362 mit einem Beil erschlug.

## Verehrung
Etwa 300 Jahre nach Benedictas Tod hatte ein Blinder eine Vision ihrer Begräbnisstätte. Er führte der Überlieferung zufolge achtzehn Bischöfe aus verschiedenen Ländern an die Stelle. Diese überführten den Leichnam am 26. Mai 674 in die Kirche von Origny. 
Diese Kirche wurde Ende des 9. Jahrhunderts von Benediktinerinnen besiedelt, die dort das Kloster Sainte-Benoite gründeten. Dieses erlebte seit dem 13. Jahrhundert einen stetigen Aufschwung und bestand bis zur Aufhebung 1792.
Das Kloster mit den Reliquien der Heiligen wurde zum Zentrum der Benedictaverehrung. Für die Hauptreliquien wurde 1246 ein Schrein aus Silber und Gold angefertigt. Alljährlich am 26. Mai wurde der Reliquienschrein, zusammen mit einer Glocke und einem Beil in einer Prozession durch die Stadt getragen. 
Von Origny aus verbreitete sich die Verehrung an verschiedene Orte im heutigen Frankreich, Belgien, den Niederlanden und Deutschland. Dort begann die Verehrung im Braunschweiger Blasiusstift im 10. Jahrhundert. Einen Aufschwung erlebte die Benedictaverehrung dort im 13. Jahrhundert. Über Kontakte zum Mutterkloster Marienweerd oder zum Ursprungskloster der Prämonstratenser Prémontré kamen Reliquien Benedictas in das Stift Wedinghausen bei Arnsberg. In der Klosterchronik (Codex 246) wurde die Vita der heiligen Benedicta wie im Berliner Codex wiedergegeben. Auf den nicht mehr erhaltenen mittelalterlichen Kirchenfenstern wurde die Heilige dargestellt. In Wedinghausen gibt es eine Darstellung der Heiligen in der Apsis (wohl aus dem 17. Jahrhundert) und einen Reliquienschrein.